# My Head Is an Animal
My Head Is an Animal is het debuutalbum van de IJslandse indiefolkband Of Monsters and Men. Het album werd aanvankelijk in IJsland uitgebracht door Record Records, maar na hun succes werden ze ook daarbuiten ontdekt, ook door Universal Music, waarbij ze een contract tekenden. De internationale versie van het album werd door Universal lichtjes aangepast en vervolgens in 2012 opnieuw uitgebracht.

## Tracks
| 1.                 | Dirty Paws                                                                                          | 4:26  |
| 2.                 | King and Lionheart                                                                                  | 4:35  |
| 3.                 | Numb Bears                                                                                          | 2:45  |
| 4.                 | Sloom                                                                                               | 4:42  |
| 5.                 | Little Talks                                                                                        | 4:24  |
| 6.                 | From Finner                                                                                         | 3:41  |
| 7.                 | Six Weeks                                                                                           | 5:32  |
| 8.                 | Love Love Love                                                                                      | 4:02  |
| 9.                 | Your Bones                                                                                          | 4:07  |
| 10.                | Lakehouse                                                                                           | 5:42  |
| 11.                | Yellow Light ("Yellow Light" eindigt op 4:52, en een verborgen nummer "Sinking Man" start op 13:04) | 15:45 |
| Totale duur: 59:38 | |       |

| 1.                 | Dirty Paws         | 4:38 |
| 2.                 | King and Lionheart | 4:33 |
| 3.                 | Mountain Sound     | 3:35 |
| 4.                 | Slow and Steady    | 5:01 |
| 5.                 | From Finner        | 3:43 |
| 6.                 | Little Talks       | 4:26 |
| 7.                 | Six Weeks          | 5:34 |
| 8.                 | Love Love Love     | 3:58 |
| 9.                 | Your Bones         | 4:09 |
| 10.                | Sloom              | 4:43 |
| 11.                | Lakehouse          | 4:35 |
| 12.                | Yellow Light       | 4:52 |
| Totale duur: 53:47 |                    |      |

| Nr. | Titel                       | Duur |
| --- | --------------------------- | ---- |
| 13. | Numb Bears                  | 2:44 |
| 14. | Little Talks (muziek video) | 4:11 |